# Ophiarachnella stabilis
Ophiarachnella stabilis is een slangster uit de familie Ophiodermatidae.
De wetenschappelijke naam van de soort werd in 1905 gepubliceerd door René Koehler.